# Gilles Van Assche
Pour les articles homonymes, voir Van Assche.
Gilles Van Assche est un cryptographe belge, cocréateur de la fonction de hachage cryptographique Keccak.
Gilles Van Assche est le petit-fils de l'artiste belge Micheline Quintin.